# Золотой век (фильм, 2007)
«Золотой век» (англ. Elizabeth: The Golden Age) — костюмированный фильм-драма 2007 года о периоде правления с 1585 по 1590 год английской королевы Елизаветы I во время англо-испанской войны, победе над Непобедимой армадой, а также о сложных взаимоотношениях королевы с искателем приключений сэром Уолтером Рэли.
Фильм является продолжением фильма 1998 года «Елизавета». Сценарий фильма был написан Уильямом Николсоном и Майклом Хёрстом, режиссёром фильма, так же как и первой части, стал Шекхар Капур. В главных ролях снялись Кейт Бланшетт и Клайв Оуэн.
Премьера фильма состоялась 9 сентября 2007 года на ежегодном кинофестивале в Торонто. Фильм является лауреатом премии Оскар в номинации «Лучшие костюмы» и был номинирован и на премию «Золотой глобус» в категории «Лучшая актриса (драма)» (Кейт Бланшетт за роль Елизаветы I).
Слоган (тэглайн) фильма: Женщина. Воин. Королева. (англ. Woman. Warrior. Queen.)

## Сюжет
Действие фильма разворачивается в 1585 году, католическая Испания во главе с королём Филипом II — одна из самых сильных держав мира того времени. Считая протестантскую Англию угрозой для Испании, а также недовольный частыми нападениями английских пиратов на испанские суда, Филипп разворачивает кампанию по захвату Англии, планируя присоединить её земли к Испании и сделать свою дочь Изабеллу королевой Англии.
Тем временем в Англии советник королевы Фрэнсис Уолсингем (Джеффри Раш) настаивает на замужестве королевы Елизаветы I (Кейт Бланшетт) с одним из претендентов, в числе которых были Иван Грозный, король Швеции Эрик XIV и австрийский эрцгерцог Карл. У незамужней королевы нет наследников, и после её смерти трон Англии может перейти к Марии Стюарт (Саманта Мортон).
Включаясь в борьбу против планов Филиппа Испанского, Елизавета неожиданно оказывается вырвана из водоворота государственных событий встречей с авантюристом и пиратом Уолтером Рэли (Клайв Оуэн). Этот человек, только что вернувшийся из Нового Света, захваченный своими идеями, полный знаний о неизведанном мире за огромным океаном, заставляет Елизавету ощутить то, как холодно находиться одной на высоком троне, осознать, что сделанный много лет назад выбор «выйти замуж за Англию», лишил её простого человеческого счастья: делить свою судьбу с любимым человеком, ощущать близость, единство и родство с кем-либо, сделал недоступным даже материнство и обрекает на вечное одиночество. Но она не свернёт со своего пути.

## В ролях
| Актёр           | Роль                       |
| --------------- | -------------------------- |
| Кейт Бланшетт   | Елизавета I                |
| Клайв Оуэн      | сэр Уолтер Рэли            |
| Джеффри Раш     | сэр Фрэнсис Уолсингем      |
| Эбби Корниш     | Бесс (Элизабет Трокмортон) |
| Саманта Мортон  | Мария Стюарт               |
| Жорди Молья     | Филипп II                  |
| Эдди Редмэйн    | Томас Бабингтон            |
| Лоуренс Фокс    | сэр Кристофер Хаттон       |
| Том Холландер   | сэр Эмиас Паулет           |
| Рис Иванс       | Роберт Рестон              |
| Сьюзан Линч     | Аннетт                     |
| Эдриан Скарборо | Келли                      |

## Релиз
- Прокат фильма в Канаде начался 9 сентября 2007 года на ежегодном кинофестивале в Торонто[2].
- Прокат фильма в США начался 12 октября 2007 года[2].
- Прокат фильма в Великобритании начался 23 октября 2007 года[2].
- Прокат фильма в Испании начался 9 ноября 2007 года[2].
- Прокат фильма в Австралии начался 15 ноября 2007 года[2].
- Прокат фильма в России начался 15 ноября 2007 года[2].
- Прокат фильма в Республике Корея начался 22 ноября 2007 года[2].
- Прокат фильма на Филиппинах начался 12 декабря 2007 года[2].
- Прокат фильма в ЮАР начался 18 января 2008 года[2].

## Кассовые сборы
За первые выходные в США и Канаде «Золотой Век» собрал 6,1 млн долларов, заняв шестое место в чарте. В Великобритании и Ирландии фильм занял 4 место со сборами за премьерные выходные 2,7 миллиона долларов. Суммарные сборы по всему миру по состоянию на декабрь 2007 года составили 52,34 млн долларов, из них в России 1,89 млн долларов.

## Исторические несоответствия
Так же как и в первом фильме создатели картины изменили некоторые факты и даты из истории.
Ниже перечислены основные отличия фильма от реальных событий:
- В 1585 году Елизавете I исполнилось уже 52 года и вопрос замужества, тем более рождения наследника, тогда уже не рассматривался. Сцены демонстрации возможных женихов королеве в действительности происходили намного раньше. Иван Грозный скончался годом ранее — в 1584 году. Более того, Елизавете предъявляют портрет Ивана IV, написанный Виктором Михайловичем Васнецовым в 1897 году.
- Во время военных действий в 1588 году инфанте Изабелле исполнился 21 год, в фильме её роль играет маленькая девочка.
- Любовная связь и тайный брак между Уолтером Рэли и Елизаветой Трокмортон датируется 1591 годом, в том же году родился их первенец, умерший от чумы в возрасте полугода. Елизавета I первая узнала о браке в 1592 году, после чего Рэли был заключён в Тауэр на пять лет. В фильме Елизавета I узнает о браке своего фаворита и фрейлины до нападения Непобедимой Армады, которое датируется 1588 годом.
- В фильме Уолтер Рэли был представлен ко двору уже после совершенных им экспедиций в Новый свет. В действительности знакомство с королевой, когда Рэли бросил ей под ноги алый плащ, отделанный драгоценными камнями, произошло в 1581 году, а с 1583 года Елизавета стала покровительствовать Рэли. Лишь в 1584 году Рэли на деньги, полученные от милостей Елизаветы, была снаряжена первая экспедиция в Новый Свет, но сам Рэли не принимал в ней участия, так как Елизавета не желала отпускать своего любимца. Лишь в 1595 году, уже находясь в опале, он впервые лично принял участие в экспедиции за океан[4].
- В фильме отсутствуют ключевые персонажи тех исторических событий — граф Роберт Лестер и лорд Берли.

## Дополнительные факты
- Натурные съёмки проходили в Тауэре, Кэмбридже и старинных соборах Англии. Сцены с участием испанцев также снимались в Англии[5].
- Специально для съёмок фильма из брёвен и стальных рам был построен 54-метровый макет корабля с механизмом для имитирования качки[6].

## Награды и номинации
Перечислены основные награды и номинации. Полный список наград смотри на IMDb.com.
| Премия                         | Категория                            | Номинант                          | Результат |
| ------------------------------ | ------------------------------------ | --------------------------------- | --------- |
| «Оскар»                        | Лучшая женская роль                  | Кейт Бланшетт                     | Номинация |
| «Оскар»                        | Лучший дизайн костюмов               | Александра Бирн                   | Победа    |
| «Золотой глобус»               | Лучшая женская роль — драма          | Кейт Бланшетт                     | Номинация |
| BAFTA                          | Лучшая женская роль                  | Кейт Бланшетт                     | Номинация |
| BAFTA                          | Лучший дизайн костюмов               | Александра Бирн                   | Номинация |
| BAFTA                          | Лучшая работа художника-постановщика | Гай Хендрикс Диас, Ричард Робертс | Номинация |
| BAFTA                          | Лучший грим и причёски               | Дженни Ширкор                     | Номинация |
| «Выбор критиков»               | Лучшая женская роль                  | Кейт Бланшетт                     | Номинация |
| «Спутник»                      | Лучший дизайн костюмов               | Александра Бирн                   | Победа    |
| «Спутник»                      | Лучшая работа художника-постановщика | Гай Хендрикс Диас, Дэвид Оллдэй   | Победа    |
| Премия Гильдии киноактёров США | Лучшая женская роль                  | Кейт Бланшетт                     | Номинация |